# Amber (Informationssystem)
AMBER („America's Missing: Broadcast Emergency Response“) ist ein System zur Verbreitung von Kinder betreffenden Vermisstenmeldungen in den Vereinigten Staaten von Amerika. Es wurde 1996 nach der Kindesentführung von Amber Hagerman eingeführt. Über die angeschlossenen Radiostationen und Verkehrsinformationstafeln werden Suchmeldungen ausgestrahlt. Das System ist eine freiwillige Kooperation zwischen der Polizei, Rundfunkbetreibern, Transportunternehmen und Telekommunikationsanbietern.

## Funktion und Reichweite
Behörden können eine Meldung absetzen, die dann im laufenden Programm der angeschlossenen Radiostationen im betroffenen Bereich gesendet wird. Es werden die technischen Mittel des Emergency Alert System (EAS) genutzt. Die Meldungen werden regional durch einen „Bundesstaatskoordinator“ organisiert, sind weitere Gebiete betroffen, kann auch ein großflächiger Alarm ausgelöst werden.
Alle US-Bundesstaaten, der District of Columbia, Indian Country, Puerto Rico, die U.S. Virgin Islands und 22 andere Länder sind an das System angeschlossen.
Im September 2016 wurde das Wireless Emergency Alerts (WEA) in Betrieb genommen, ein System, das via Cell Broadcast Suchmeldungen auf Smartphones sendet.

## Europa

### Deutschland
Die Initiative Vermisste Kinder fordert, auch für Deutschland ein AMBER-Alarmsystem einzurichten. Dadurch könnten Meldungen auf sozialen Netzwerken und Infobildschirmen an Bahnhöfen oder Flughäfen, in mobilen Anwendungen, per SMS sowie über Messenger-Dienste (z. B. Signal oder Threema) bundesweit gleichzeitig verbreitet werden. So könnten innerhalb von drei Stunden mehr als sechs Millionen Menschen informiert werden, gibt die Initiative an.

### Luxemburg

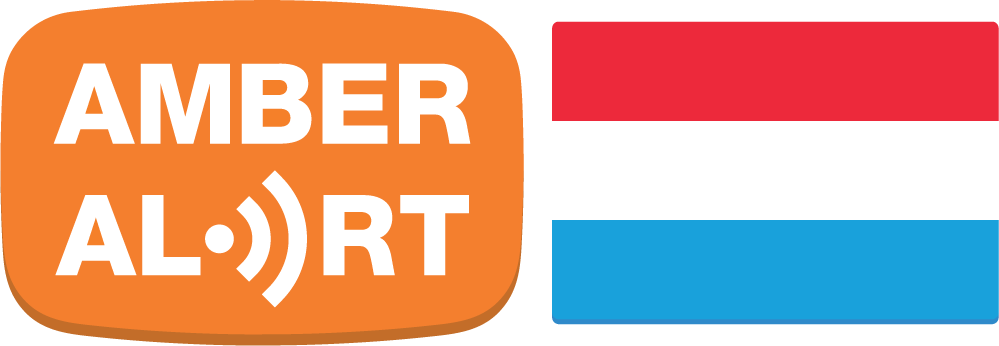
Offizielles Logo von AMBER Alert Luxembourg

Seit 2016 verfügt Luxemburg über ein ausgebautes AMBER-System, dabei wurde die amerikanische Bezeichnung wegen ihrer Einprägsamkeit und der bereits teilweisen Verbreitung in der Bevölkerung übernommen. Bei Entführungsfällen werden Suchmeldung mit Informationen zum mutmaßlichen Täter und zum vermissten Kind unmittelbar an Fernseh- und Rundfunkanstalten übermittelt. Gleichzeitig werden über eigens dafür eingerichtete Systeme und Übertragungsprotokolle Suchmeldungen und Beschreibungen automatisch an öffentlich zugängliche Bildschirme (wie z. B. in Supermärkten, Kinos, Kindertagesstätten, Schwimmbädern, Sportzentren) übermittelt und dort prioritär angezeigt. Als besonders effektiv erwies sich die Fahndung nach Täter oder Kind über die elektronischen Informationstafeln entlang der Autobahnen. Darüber hinaus wird die Suchmeldung durch Kooperationen mit Internetkonzernen wie Google und Facebook in den sozialen Netzwerken, in Google Maps sowie via E-Mail an die luxemburgische Bevölkerung verbreitet.
Die luxemburgischen Behörden nutzen das System nicht nur bei Kindesentführungen, sondern auch bei Verdacht des Kindesmissbrauchs, wenn die eingegangenen Hinweise keinen Rückschluss auf den aktuellen Aufenthaltsort des Opfers zulassen.

## Kritik
Laut Facebook sind in den Vereinigten Staaten von 1997 bis Februar 2017 insgesamt 868 Kinder durch das AMBER-Alert-System wiedergefunden worden.
In den USA haben Studien wiederholt ergeben, dass etwa drei Viertel der Suchmeldungen Falschmeldungen sind. Das übrige Viertel besteht hauptsächlich aus Fällen, in denen das Kind beim nicht sorgeberechtigten Elternteil ist.

### Studie zur Untersuchung der Auswirkungen des AMBER Alert
Der Kriminologe Timothy Griffin und die Co-Autorin Monica Miller von der Universität von Nevada haben für eine Studie hunderte Fälle untersucht und kamen zu dem Schluss, dass AMBER nur einen sehr kleinen Anteil an der Rückführung der Kinder hatte. Besonders erfolgreich ist das System bei harmloseren Fällen, wenn das Kind von der Verwandtschaft oder einem nicht sorgeberechtigtem Elternteil „entführt“ wird, ohne dass eine Gefahr für das Kind bestand. Das System scheiterte fast immer in den seltenen Fällen, bei denen der Entführer die Absicht zum Töten oder Vergewaltigen hatte. Die Autoren argumentieren, dass das System mehr ein Schauspiel (englisch theater) als Verbrechensbekämpfung sei. Es stelle eine konstruierte Lösung für ein sehr seltenes, aber widerwärtiges Problem dar.

### Risikoabschätzung
Das Risiko für ein Kind, von einem Unbekannten entführt zu werden, liegt in den USA bei eins zu einer Million. Viel größer als eine Entführung ist das Risiko, dass die eigenen Eltern oder Freunde das Kind schlagen oder verhungern lassen. Daher lenkt das Programm die Aufmerksamkeit auf ein deutlich überschätztes, weil medial sehr präsentes Problem.